# Coocoran
Die Coocoran-Lake-Opalfelder (engl.: Coocoran Lake Opal fields) liegen etwa 20 Kilometer westlich  von Lightning Ridge am Coocoran Lake  in New South Wales, Australien. 
Es gibt 50 Coocoran-Opalfelder in der Größe von 1 bis 20 ha, die namentlich benannt sind.
Die Felder wurden in der Zeit der Großen Depression erschlossen und ab 1990 gewann man dort etwa 80 Prozent der schwarzen Opale. Der Abbau der Opale findet in einer Tiefe von 6 bis 30 Metern statt, hauptsächlich zwischen 15 und 20 Metern. Vor allem werden die sogenannten Nobbies gewonnen, die auf der Oberseite der Tonlinsen auftreten, die von stark verwittertem tonig gebundenem Sandstein überlagert sind.